# Hornbeak
Hornbeak es un pueblo ubicado en el condado de Obion en el estado estadounidense de Tennessee. En el Censo de 2010 tenía una población de 424 habitantes y una densidad poblacional de 234,87 personas por km².

## Geografía
Hornbeak se encuentra ubicado en las coordenadas 36°20′8″N 89°17′43″O / 36.33556, -89.29528. Según la Oficina del Censo de los Estados Unidos, Hornbeak tiene una superficie total de 1.81 km², de la cual 1.81 km² corresponden a tierra firme y (0%) 0 km² es agua.

## Demografía
Según el censo de 2010, había 424 personas residiendo en Hornbeak. La densidad de población era de 234,87 hab./km². De los 424 habitantes, Hornbeak estaba compuesto por el 98.82% blancos, el 0% eran afroamericanos, el 0% eran amerindios, el 0% eran asiáticos, el 0% eran isleños del Pacífico, el 0% eran de otras razas y el 1.18% pertenecían a dos o más razas. Del total de la población el 0% eran hispanos o latinos de cualquier raza.